# Marko Labeon
Marko Labeon, na latinskom Marcus Labeo, je bio jedan od najznačajnijih rimskih pravnika. Živeo je u doba Oktavijana
Avgusta i smatra se najistaknutijem predstavnikom prokuleanske škole koju je osnovao Prokul. Bio je pretor, i odličan poznavalac istorije, gramatike i filozofije.
Labeon je kao plodan pravni pisac ostavio značajnu zaostavštinu jurističkih
dela, od kojih su najpoznatija Pithana (zbirka pojedinih pravnih slučajeva sa rešenjima), Responsa,
Epistulae, kao i opširne rasprave u 15 knjiga koje se zajednički zovu De iure pontificio.